# Karel Růžička
Karel Růžička (Praag, 2 juni 1940 – aldaar, 26 september 2016) was een Tsjechische jazzpianist, componist en arrangeur. Hij gold als de 'grand seigneur van de jazzpiano in Tsjechië'.

## Biografie
Ruzicka speelde al als kind piano. Hij raakte geïnteresseerd in de jazz dankzij de radioprogramma's van Willis Conover op Voice of America. Van 1955 tot 1960 studeerde hij aan het conservatorium in Praag, als drummer, omdat daar al veel pianisten studeerden.
Na enkele jaren als theatermuzikant bij theater Semafor te hebben gewerkt, werd hij in 1965 pianist bij het jazzorkest van de Tsjechische radio, waarvoor hij tevens componeerde en arrangeerde. Hij bleef hier tot 1990, daarna leidde hij een eigen groep waarmee hij ook opnam. Hij werkte met Laco Deczi's Jazz Celula, met  Karel Velebný's SHQ en de groep van Luděk Hulan. In 1982 kwam hij met zijn eerste soloalbum met piano-jazz, Zahrada radosti. Verder speelde hij met Rudolf Dašek, George Mraz, Jiří Stivín, Rudolf Rokl, Milan Svoboda en Gustav Brom. Onder leiding van Jirí Belohlávek interpreteerde hij ook Bohuslav Martinů's Concerto Grosso for 2 pianos & chamber orchestra.
Hij componeerde vocale en symfonische muziek, alsook muziek voor de film Tisnove volani (1985). Hij doceerde sinds 1984 compositie aan het Konservatoř Jaroslava Ježka.
Zijn zoon Karel Růžička jr. is eveneens jazzmuzikant, hij speelt saxofoon.

## Discografie
- Jazzové piano (Supraphon, 1968)
- Karel Růžička +9 (Panton, 1972)
- Jazzové nebajky (Panton, 1973)
- Klávesová konkláva (Supraphon, 1978)
- Ozvěny (Supraphon, 1979)
- Zahrada radosti (Panton, 1981)
- Fata Morgana (Arta, 1991)
- Going Home (Arta, 1993)
- Celebration Jazz Mass (Supraphon, 1994)
- Con Alma (P&J Music, 1995)
- Flight (Melantrich, 1995)
- Nikdy nejsi sám (Český rozhlas, 1995)
- Pierrot (Arta, 2001)